# Skrivena Luka
Skrivena Luka je naselje u Republici Hrvatskoj, u sastavu Općine Lastovo, na otoku Lastovu, Dubrovačko-neretvanska županija. 
Ovdje se nalazi jedini kamp na otoku, restoran i privezište za jahte. U blizini je uvala Uska u kojoj je plaža onečišćena otpadom. S najvišeg lastovskog vrha Huma (417 m) odlično se vidi Skrivena Luka.
Svjetionik Struga izgrađen 1839. drugi je najstariji svjetionik na hrvatskoj obali, smješten na samom ulazu u uvalu Skrivena Luka. Nalazi se na nadmorskoj visini od 70 m na samom rubu strme litice. Svjetlo sa Struge vidi se na 20 milja i upozorava brodove da su nadomak Lastovu. Litica u svojim dubinama otkriva kolonije koralja gorgonija, dok se na njenim klisurama može vidjeti sivog sokola.

## Stanovništvo
Prema popisu stanovništva iz 2001. godine, naselje je imalo 18 stanovnika te 6 obiteljskih kućanstava.
| broj stanovnika |       |       |       |       |       | 18    |       |       | 9     | 14    | 3     | 12    | 18    | 20    | 18    | 33    | 40    |
|                 | 1857. | 1869. | 1880. | 1890. | 1900. | 1910. | 1921. | 1931. | 1948. | 1953. | 1961. | 1971. | 1981. | 1991. | 2001. | 2011. | 2021. |

Iskazuje se kao naselje od 1953. Raniji podaci iskazani od 1910. do 1948. odnose se na dio naselja Rt Struga. U 1921. i 1931. podaci su sadržani u naselju Lastovo

## Vanjske poveznice
- Turistička zajednica Općine Lastovo
- Portal za PP Lastovo